# ツクシガモ
ツクシガモ（筑紫鴨、学名：Tadorna tadorna ）は、カモ目カモ科に分類される鳥類の一種である。ユーラシア大陸の温帯部に広く分布する大型のカモで、日本へは少数が冬鳥として渡来する。

## 分布

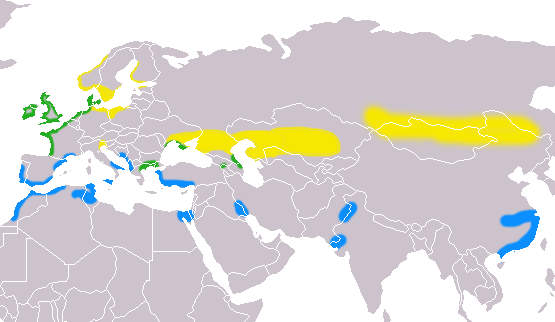
ツクシガモの分布域。黄色が繁殖地、青が越冬地、緑が一年中見られる所を表す

ヨーロッパ北部の沿岸とアジアの中央部で繁殖し、冬季は南ヨーロッパや北アフリカなどの地中海地域やインド、中国東部、朝鮮半島南部などに渡り越冬する。ドイツ北西部のワッデン海にはヨーロッパ北西部の約10万羽が集結する越冬地がある。
日本には冬鳥として渡来するが、特に有明海を中心とした九州北部で渡来数が多く、「筑紫鴨」の和名もここに由来する。九州以外では主に西日本で時々飛来するだけだったが、日本最大の干潟をもつ有明海の諫早湾の干潟が干拓により消滅した年より、瀬戸内海や大阪湾をはじめ、各地で定期的に少数が記録されるようになった。大阪湾の夢洲では200羽を越える数が報告され、九州に次いで最も多く飛来する場所となっている。
（干潟干拓とツクシガモの越冬地の変化の関係はまだはっきりとわかってはいない）。東日本ではまれに飛来する。

## 形態
全長58-67cm。翼開長110-133cm。マガモよりも大きく、カモ類とガン類の中間くらいの大きさがある。くちばしが赤く、頭から首にかけて光沢のある緑黒色で、肩羽と腹部中央にもこの緑黒色が入る。胸に太くて白い首輪状の模様、その後ろに茶色の同様の模様がかかる。翼と尾羽先端は黒く、脚は鈍い赤橙色をしている。
カモ類としては珍しく雌雄同色だが、オスの額にはガチョウと同様にくちばしと一続きになったこぶがあり、特に繁殖期にはこぶが大きくなる。若鳥は頭部が光沢のない灰黒色で、他の体色も全般に鈍い。

## 生態

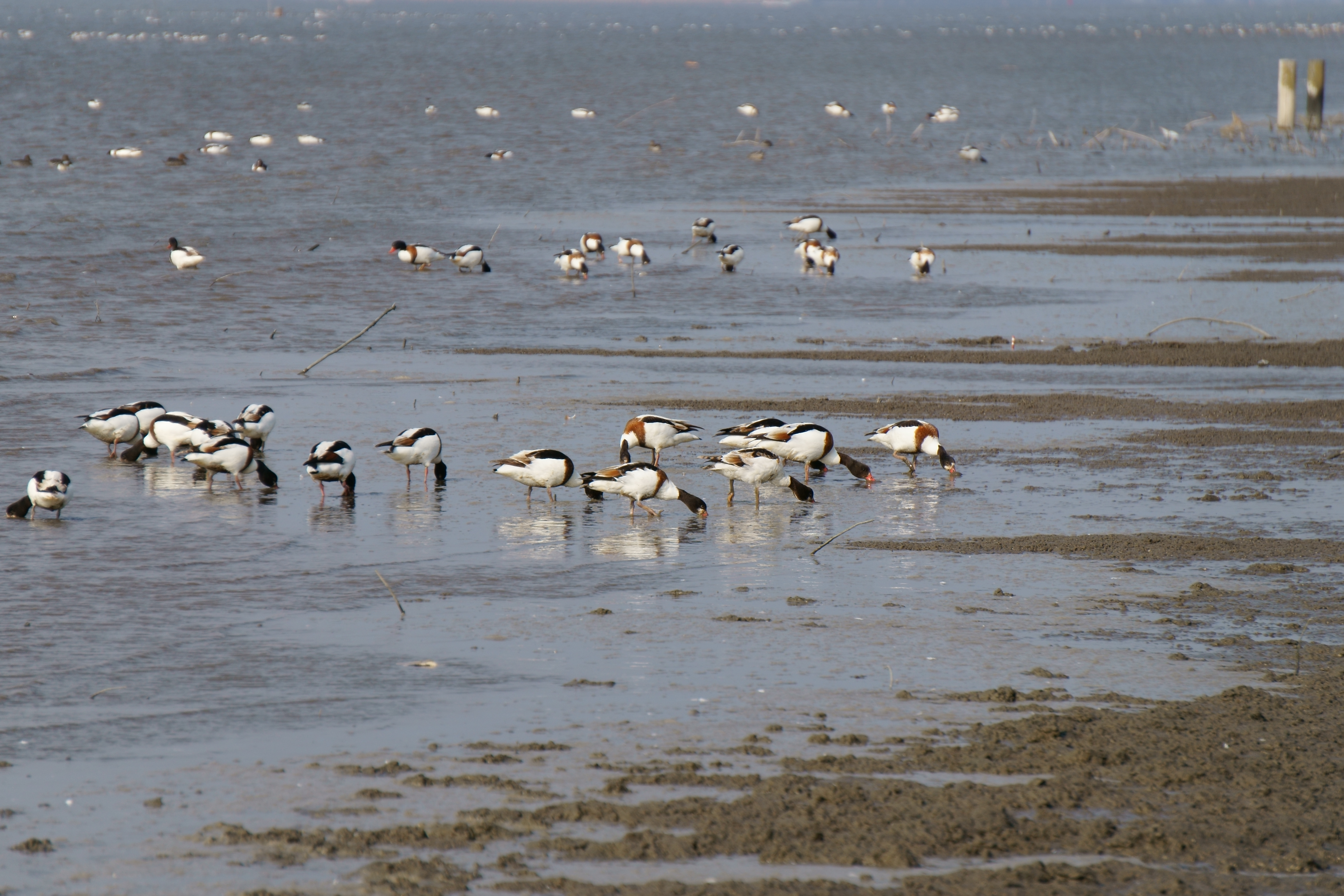
採餌する群れ（東よか干潟）

越冬地では干潟や内湾に生息し、海岸や海面で休息する。通常は小規模な群れで行動しているが、渡りの前には1000羽近くの大群を形成することもある。繁殖期には海岸や河口、内陸の湖沼などに生息する。
食性は主に動物食。採餌はおもに干潮時に行い、潮が引いた干潟で地面にくちばしをつけ、振りながら歩く。くちばしに触れた甲殻類や貝類、藻類を食べる。そのほか小さな魚類や昆虫などの水生動物も食べる。
繁殖形態は卵生。繁殖期は4-7月で、地面に掘った穴や樹洞に草や羽毛を敷いて営巣する。産卵数は7-12個で、雌が抱卵する。育雛は雌雄が共同で行う。

## 保全状態評価
- LEAST CONCERN (IUCN Red List Ver. 3.1 (2001))
- 絶滅危惧II類 (VU)（環境省レッドリスト）[1]